# Meoneura bicuspidata
Meoneura bicuspidata är en tvåvingeart som beskrevs av Collin 1930. Meoneura bicuspidata ingår i släktet Meoneura och familjen kadaverflugor. Inga underarter finns listade i Catalogue of Life.